# Crew Cuervos
Crew Cuervos es un grupo integrado por 15 artistas (11 MCs y 4 DJs) compuesto por A3Bandas (Rayden, Chakal y DJ Mesh), Zatu, Trafik, El Artefuckto (Seih, Nasho, Pekeño y DJ Jhomp), Bajo Mínimos (Jompy, Isaac y DJ ES.T), Ferran MDE, Bodas y DJ Gastón.
Originalmente Zénit y Artes  también formaban parte de Crew Cuervos, pero decidieron abandonar el grupo por motivos personales. Volviendo al grupo en 2020.
Zatu se unió al grupo a principios de 2012.

## Biografía
El grupo surgió en 2005, después de que DJ ES.T (integrante de Bajo Mínimos) convenciese a todos los componentes del grupo para que este se pudiera formar. Este motivo fue para rescatar a raperos que casi estaban extintos. La primera secuela del grupo apareció en el segundo disco en solitario de Zénit, "Torre de Babel", el cual integraba una canción con el nombre del grupo.
En 2009, se cuelga gratuitamente en la red un maxi de adelanto que incluía dos canciones y sus correspondientes instrumentales. Poco tiempo después, concretamente el 1 de diciembre de ese mismo año, Crew Cuervos presenta su primer álbum llamado "Carrie". La crew se forma por Zenit, Artes, DJ Es.T, Jompy, Isaac, Trafik, Rayden, Lumier, Mesh, Ferran MDE, Pekeño, DJ Jhomp, Seih, Nasho, DJ Gastón y Bodas con una participación menor. "Carrie" es un disco de 15 cortes, todos producidos por Dj Es.T.
El 31 de julio de 2010, los miembros de Crew Cuervos informaban de que Zénit abandonaba el grupo por motivos personales, sin haber ningún enfrentamiento con el resto del grupo.
El 23 de septiembre de 2011, los miembros de Crew Cuervos informaban de que Artes abandonaba el grupo, sin haber ningún enfrentamiento con el resto del grupo.
A principios de 2012, el colectivo anuncia la incorporación del Mc sevillano Zatu, componente del grupo SFDK. En mayo del mismo año, estrenan el nuevo tema "Vuela con Nosotros" con el que anticipan la llegada del que será su segundo trabajo, "Héroes y Villanos"
El 2 de octubre de 2012 sale a la venta "Héroes y villanos", el segundo álbum del grupo Crew Cuervos. Aparece a la venta el 2 de octubre de 2012 por medio de Boa Music. El disco se compone de 17 cortes con producciones de Dj Es.T, Dj Rune, K&D Pro, y Baghira. La única colaboración de fuera de la crew es de Tosko, en el primer sencillo con videoclip llamado "Livertad".

## Discografía

### LP
- "Carrie" (Zona Bruta, 2009)
- "Héroes y villanos" (BoaCor, 2012)

### Maxi
- "Crew Cuervos: Maxi" (Zona Bruta, 2009)

### Colaboraciones
- "W.O.M." (con Acción Sánchez) (SFDK Records, 2011)
- "Trafik y Jompy: Los ojos del diablo" (con Crew Cuervos)
- "Bajo mínimos - Colores" (con Crew Cuervos)
- "Cuervos" (con Crew Cuervos)

### Sencillos
-"Vuela con Nosotros"(2012)